# Chameleon Fischerův
Chameleon Fischerův (Kinyongia fischeri) je středně velký druh chameleona pocházející z východní Afriky. V Úmluvě o mezinárodním obchodu s ohroženými druhy volně žijících živočichů a rostlin je tento druh zařazen do přílohy II. Vytváří tři poddruhy.
Tento ještěr má středně velkou hlavu se širokou tlamou a nízkou plochou přilbou. Ta je u samců vepředu prodloužena do páru nepravých, bočně zploštělých a až dva centimetry dlouhých rohů. Rohy samic jsou nanejvýš centimetr dlouhé, nebo zcela chybí. Dobře vyvinuté oči jsou stejně jako u ostatních chameleonů nezávisle na sobě pohyblivé. Hřbetní hřeben samce je výrazný, jednořadý a táhne se po celé délce hřbetu až na  ocas, u samic končí v jedné třetině hřbetu. Tělo je bočně zploštělé, silné nohy mají prsty srostlé v klíšťky, které jsou na hrudních končetinách tvořeny třemi vnějšími a dvěma vnitřními prsty, na pánevních končetinách je tomu naopak. Prsty jsou opatřené dobře utvářenými drápy. Ocas je ovíjivý a velmi dlouhý, tvoří polovinu celkové délky chameleona. Dospělý samec dorůstá až 36 cm, ale jedinci chovaní v zajetí této délky obvykle nedosahují, samice jsou obecně menší než samci.
Samice chameleona Fischerova jsou v klidu zelené se žlutou kresbou, základní zbarvení samce je tvořeno smaragdově zeleným podkladem s bílými, žlutými a olivovými plochami. Barvoměna má svoji úlohu při námluvách, samec dává svůj zájem o páření najevo zesvětlením a kývavými pohyby těla. Není-li samice svolná, změní barvu na černozelenou.
Je to stromový živočich, žije na keřích a nízkých stromech na okrajích lesních porostů. Areál rozšíření tohoto chameleona zahrnuje Tanzanii a Keňu, vyskytuje se obvykle v nadmořských výškách kolem 600 m n. m. Je samotářský druh, jednotliví chameleoni jsou vůči sobě agresivní. Je vejcorodý, samice do vyhrabaného dolíku snáší 8-20 vajec, z nichž se po 180 dnech inkubace líhnou mláďata. Po vyklubání jsou již samostatná.

## Chov
Chameleona Fischerova je možno chovat v teráriu o minimálních rozměrech 40x40x60  cm a to pouze jednotlivě. Terárium je nutno vytápět na teplotu 26-27 °C, s nočním poklesem na 17-18 °C. Potřebná relativní vlhkost pro chov chameleonů je 50-70 %, v noci vyšší. Terárium se dále doplňuje větvemi, popínavými rostlinami a jinými vhodnými rostlinami ke šplhání, samice vyžaduje pro kladení vajec aspoň 15 cm silnou vrstvu substrátu tvořeného směsí písku a rašeliny.
V zajetí je chameleon nádherný krmen především cvrčky vhodné velikosti, dobré je však, když je strava co nejpestřejší: lze mu nabízet též sarančata, šváby, pavouky, octomilky, mouchy a jiný hmyz.